# Robin George Collingwood

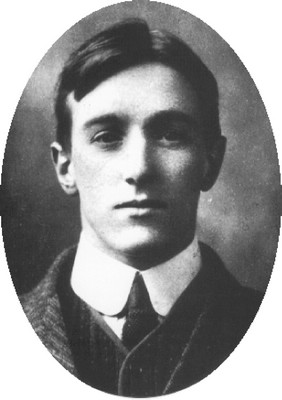
R. G. Collingwood

Robin George Collingwood (ur. 22 lutego 1889, zm. 9 stycznia 1943) – angielski historyk, filozof i archeolog, profesor katedry filozofii na Uniwersytecie Oksfordzkim.
Zakres badań naukowych, jakie prowadził obejmował min.  historię Brytanii w okresie rzymskim. Pozostawał pod wpływem poglądów Benedetto Croce, dążąc do integracji historii i filozofii. Zadaniem historii według historyka powinno być nie tylko odkrycie czy rekonstrukcja samego wydarzenia, ale znalezienie stojącej za nim myśli czy idei. Uważał, iż w procesie odkrywania treści podmiotowych poza obiektywnymi stanami rzeczy konieczne jest odwoływanie się do wyobraźni

## Wybrane publikacje
- Religion and Philosophy, (1916) ISBN 1-85506-317-4
- Roman Britain (1923, ed. 2, 1932) ISBN 0-8196-1160-3
- Speculum Mentis; or The Map of Knowledge (1924) ISBN 978-1-897406-42-7
- Outlines of a Philosophy of Art (1925)
- The Archaeology of Roman Britain (1930) ISBN 978-0-09-185045-6
- An Essay on Philosophic Method (1933, rev. ed. 2005). ISBN 1-85506-392-1
- Roman Britain and the English Settlements (with J. N. L. Myres, 1936, second edition 1937)
- The Principles of Art (1938) ISBN 0-19-500209-1
- An Autobiography (1939) ISBN 0-19-824694-3
- The First Mate's Log (1940)
- An Essay on Metaphysics (1940, revised edition 1998). ISBN 0-8191-3315-9
- The New Leviathan (1942, rev. ed. 1992) ISBN 0-19-823880-0
- The Idea of Nature (1945) ISBN 0-19-500217-2
- The Idea of History (1946, revised edition 1993). ISBN 0-19-285306-6
- Essays in the Philosophy of Art (1964)
- Essays in the Philosophy of History (1965) ISBN 0-8240-6355-4
- Essays in Political Philosophy (1989) ISBN 0-19-823566-6
- The Principles of History and Other Writings in Philosophy of History (2001) ISBN 0-19-924315-8
- The Philosophy of Enchantment: Studies in Folktale, Cultural Criticism, and Anthropology (2005) ISBN 0-19-926253-5

## Wybrane publikacje w języku polskim
- "O pojęciu historii": Zakres myśli historycznej. Pytanie i dowód. historia jako rekonstrukcja minionego doświadczenia. Treść historii. "Brytania Rzymska i osiedlanie się ludności rzymskiej": Sztuka, przeł. Jerzy Z. Kędzierski [w:] Współcześni historycy brytyjscy. Wybór z pism, oprac. i przedmową zaopatrzył Jerzy Z. Kędzierski, słowo wstępne G. P. Gooch, Londyn: B. Świderski 1963, s. 129-154.